# Forssa
Forssa (på svenska även Forsa) är en stad i landskapet Egentliga Tavastland i Finland, cirka 100 km nordväst om Helsingfors. Forssa har cirka 16 573 invånare och har en yta på 253,39 km², varav 4,61 km² är vatten.
Forssa är enspråkigt finskt.

## Historik
Forssa fick sitt namn efter forsen vid Loimijoki, där Axel Wilhelm Wahren 1847 byggde ett bomullsspinneri. Fram till slutet av 1970-talet var textilindustrin ortens största arbetsgivare; numera är det livsmedelsindustrin.

## Bildgalleri

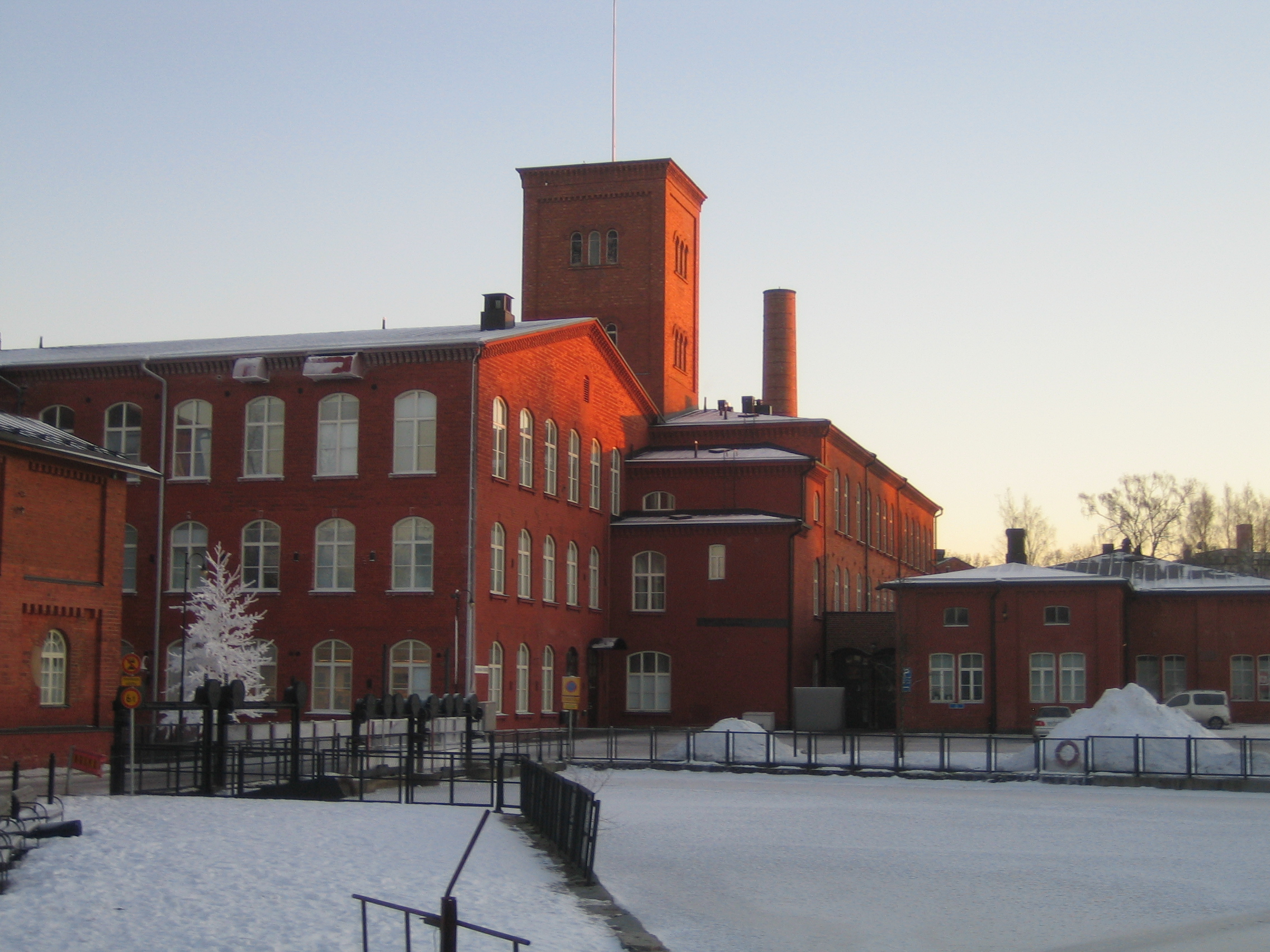
Det tidigare bomullsspinneriet
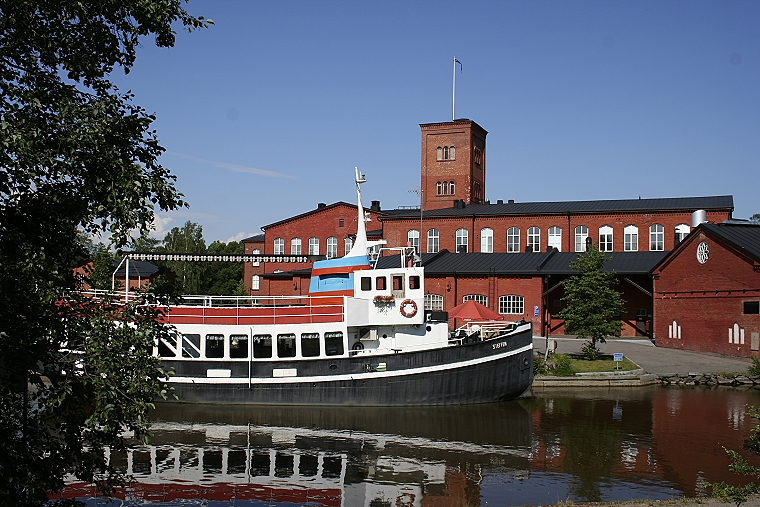
Fo
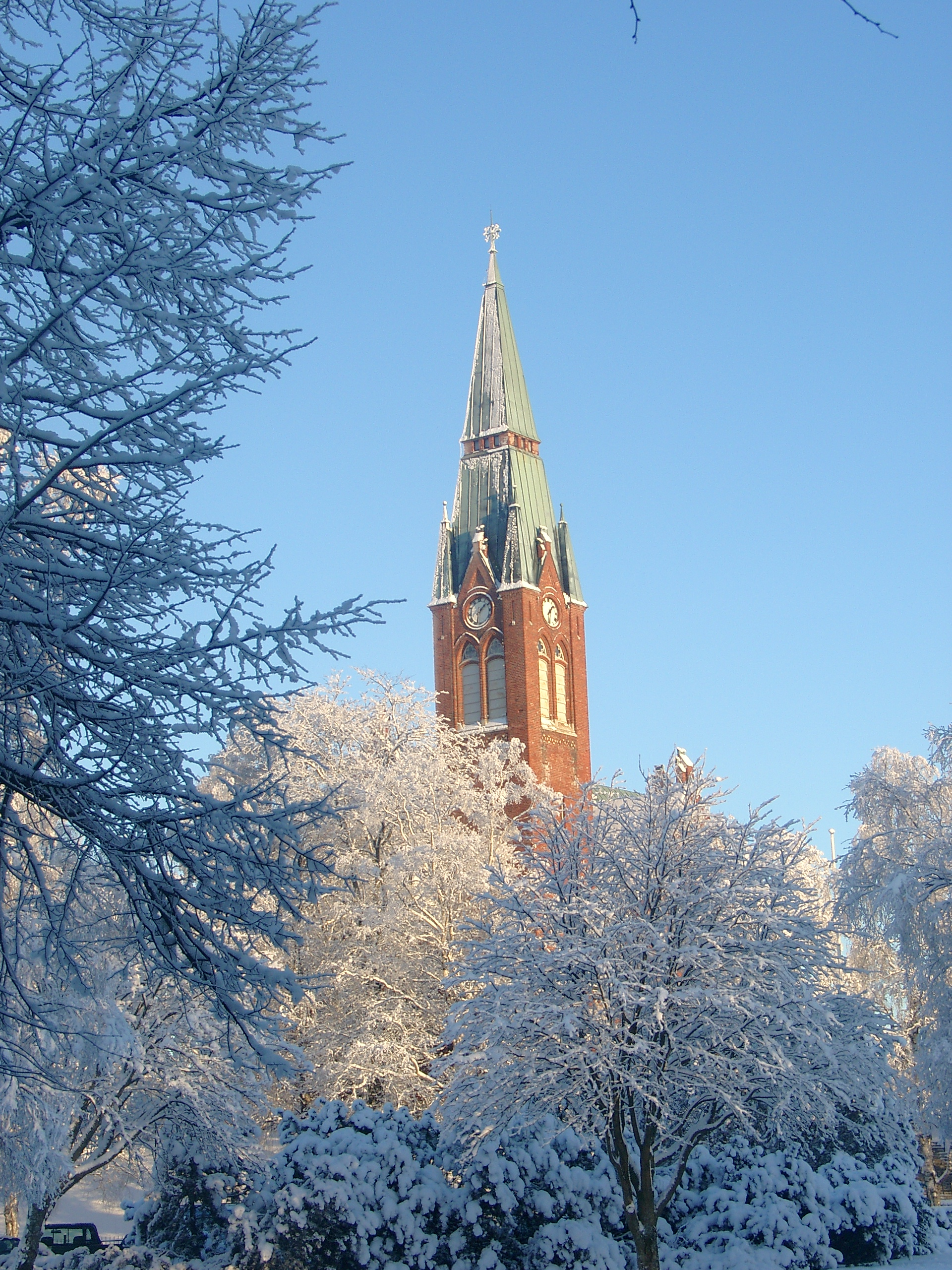
Forssa kyrka

### Administrativ historik
Forssa blev köping
1927 och stad 1964.

## Centraltätorten
Tätorten Forssa har 22 048 invånare (2012). Den inkluderar även viss bebyggelse i grannkommunerna Jockis och Tammela.

## Styre och politik

### Mandatfördelning i Forssa stad, valen 1976–2021
| 12 | 13 | 6 | 2 | 10 |

| 10 | 15 | 8 | 10 |

| 8 | 15 | 2 |  | 7 | 10 |

| 8 | 15 | 2 | 9 |  | 8 |

| 8 | 15 | 4 | 7 |  | 8 |

| 7 | 13 | 5 | 10 | 8 |

| 7 | 12 | 5 | 11 |  | 7 |

| 8 | 13 |  | 12 |  | 8 |

| 26 | 17 |

| 7 | 14 | 2 |  | 11 |  | 7 |

| 25 | 18 |

| 6 | 11 |  | 4 | 8 |  | 12 |

| 23 | 20 |

| 6 | 14 | 2 | 3 | 7 |  | 10 |

| 23 | 20 |

| 5 | 13 | 2 | 6 | 4 | 3 | 10 |

| 23 | 20 |

### Vänorter
Forssa har följande vänorter:
- Gödöllő, Ungern, sedan 1990
- Sarpsborgs kommun, Norge, sedan 1951
- Sault Ste. Marie, Ontario, Kanada, sedan 1990
- Serpuchov, Ryssland, sedan 1964
- Struers kommun, Danmark, sedan 1951
- Södertälje kommun, Sverige, sedan 1946
- Tierps kommun, Sverige, sedan 1969

## Demografi

### Befolkningsutveckling
| Befolkningsutvecklingen i Forssa stad 1975–2020                                                              | Befolkningsutvecklingen i Forssa stad 1975–2020 | Befolkningsutvecklingen i Forssa stad 1975–2020 | Befolkningsutvecklingen i Forssa stad 1975–2020 | Befolkningsutvecklingen i Forssa stad 1975–2020 |
| --- | ----------------------------------------------- | ----------------------------------------------- | ----------------------------------------------- | ----------------------------------------------- |
| |                                                 |                                                 |                                                 |                                                 |
| År |                                                 |                                                 | Folkmängd                                       |                                                 |
| 1975 | 1975                                            |                                                 | 18 558                                          |                                                 |
| 1980 | 1980                                            |                                                 | 19 332                                          |                                                 |
| 1985 | 1985                                            |                                                 | 20 074                                          |                                                 |
| 1990 | 1990                                            |                                                 | 19 660                                          |                                                 |
| 1995 | 1995                                            |                                                 | 19 542                                          |                                                 |
| 2000 | 2000                                            |                                                 | 18 506                                          |                                                 |
| 2005 | 2005                                            |                                                 | 17 918                                          |                                                 |
| 2010 | 2010                                            |                                                 | 17 904                                          |                                                 |
| 2015 | 2015                                            |                                                 | 17 422                                          |                                                 |
| 2020 | 2020                                            |                                                 | 16 800                                          |                                                 |
| Anm: Uppgifterna avser förhållandena den 31 december nämnda år enligt områdesindelningen den 1 januari 2022. |                                                 |                                                 |                                                 |                                                 |

### Språk
Befolkningen efter språk (modersmål) den 31 december 2022. Finska, svenska och samiska räknas som inhemska språk då de har officiell status i landet. Resten av språken räknas som främmande. För språk med färre än 10 talare är siffran dold av Statistikcentralen på grund av sekretesskäl.
| Språk                        | Talare 2022-12-31 | Talare 2022-12-31 |
| Språk                        | Antal             | Andel (%)         |
| ---------------------------- | ----------------- | ----------------- |
| Hela befolkningen            | 16 459            | 100,0             |
| Inhemska språk totalt        | 15 419            | 93,7              |
| Finska                       | 15 370            | 93,4              |
| Svenska                      | 49                | 0,3               |
| Främmande språk totalt       | 1 040             | 6,3               |
| Estniska                     | 176               | 1,1               |
| Arabiska                     | 152               | 0,9               |
| Ryska                        | 130               | 0,8               |
| Polska                       | 93                | 0,6               |
| Ukrainska                    | 59                | 0,4               |
| Kurdiska                     | 38                | 0,2               |
| Turkiska                     | 34                | 0,2               |
| Engelska                     | 33                | 0,2               |
| Thailändska                  | 31                | 0,2               |
| Persiska                     | 30                | 0,2               |
| Lettiska                     | 26                | 0,2               |
| Tagalog                      | 24                | 0,1               |
| Bulgariska                   | 23                | 0,1               |
| Ungerska                     | 23                | 0,1               |
| Kinesiska                    | 11                | 0,1               |
| Kinyarwanda                  | 11                | 0,1               |
| Bengali                      | 10                | 0,1               |
| Spanska                      | 10                | 0,1               |
| Språk med färre än 10 talare | 126               | 0,8               |

|  | Finska (93,4 %) |

|  | Svenska (0,3 %) |

|  | Främmande språk (6,3 %) |

|  | Finska (93,4 %) |

|  | Svenska (0,3 %) |

|  | Främmande språk (6,3 %) |